# Synchroonzwemmen op de Olympische Zomerspelen 2016 – Duet
Het onderdeel duet van het synchroonzwemmen op de Olympische Zomerspelen 2016 in Rio de Janeiro vond plaats van 14 tot en met 16 augustus 2016.

## Uitslagen

### Kwalificatie
Groen geeft de finalisten weer.
| Rang | Land             | Namen                                          | Routine   | Routine | Totaal   |
| Rang | Land             | Namen                                          | Technisch | Vrij    | Totaal   |
| ---- | ---------------- | ---------------------------------------------- | --------- | ------- | -------- |
| 1    | Rusland          | Natalja Isjtsjenko & Svetlana Romasjina        | 96.4577   | 98.0667 | 194.5244 |
| 2    | China            | Huang Xuechen & Sun Wenyan                     | 95.3688   | 96.0667 | 191.4355 |
| 3    | Japan            | Yukiko Inui & Risako Mitsui                    | 93.1214   | 94.4000 | 187.5214 |
| 4    | Oekraïne         | Lolita Ananasova & Anna Volosjyna              | 93.1358   | 93.5333 | 186.6691 |
| 5    | Spanje           | Ona Carbonell & Gemma Mengual                  | 92.5024   | 93.7667 | 186.2691 |
| 6    | Italië           | Linda Cerruti & Costanza Ferro                 | 90.4412   | 91.1333 | 181.5745 |
| 7    | Canada           | Jacqueline Simoneau & Karine Thomas            | 89.2916   | 90.0667 | 179.3583 |
| 8    | Frankrijk        | Margaux Chrétien & Laura Augé                  | 86.2824   | 86.8667 | 173.1491 |
| 9    | Verenigde Staten | Anita Alvarez & Mariya Koroleva                | 86.4612   | 86.4333 | 172.8945 |
| 10   | Griekenland      | Evangelia Papazoglou & Evangelia Platanioti    | 85.3550   | 86.1000 | 171.4550 |
| 11   | Mexico           | Karem Achach & Nuria Diosdado                  | 84.9268   | 85.7333 | 170.6601 |
| 12   | Oostenrijk       | Anna-Maria Alexandri & Eirini-Marina Alexandri | 85.0637   | 85.2667 | 170.3304 |
| 13   | Brazilië         | Luisa Borges & Maria Eduarda Miccuci           | 83.3008   | 84.0333 | 167.3341 |
| 14   | Zwitserland      | Sophie Giger & Sascia Kraus                    | 83.3366   | 83.5667 | 166.9033 |
| 15   | Kazachstan       | Aleksandra Nemitsj & Jekaterina Nemitsj        | 81.4686   | 81.4000 | 162.8686 |
| 16   | Colombia         | Estefanía Álvarez & Mónica Arango              | 80.3363   | 80.4667 | 160.8030 |
| 17   | Groot-Brittannië | Katie Clark & Olivia Federici                  | 80.7650   | 79.9667 | 160.7317 |
| 18   | Tsjechië         | Alžběta Dufková & Soňa Bernardová              | 80.0640   | 80.5333 | 160.5973 |
| 19   | Argentinië       | Etel Sánchez & Sofía Sánchez                   | 79.4829   | 79.8333 | 159.3162 |
| 20   | Israël           | Anastasia Gloushkov & Ievgeniia Tetelbaum      | 79.4488   | 78.9000 | 158.3488 |
| 21   | Wit-Rusland      | Irina Limanoeskaja & Veronika Jesipovitsj      | 78.9913   | 79.0000 | 157.9913 |
| 22   | Slowakije        | Nada Daabousová & Jana Labáthová               | 78.3607   | 77.7000 | 156.0607 |
| 23   | Egypte           | Samia Ahmed & Dara Hassanien                   | 76.5306   | 77.6000 | 154.1306 |
| 24   | Australië        | Nikita Pablo & Rose Stackpole                  | 73.6360   | 74.7667 | 148.4027 |

### Finale
| Rang   | Land             | Namen                                          | Routine   | Routine | Totaal   |
| Rang   | Land             | Namen                                          | Technisch | Vrij    | Totaal   |
| ------ | ---------------- | ---------------------------------------------- | --------- | ------- | -------- |
| Goud   | Rusland          | Natalja Isjstjenko & Svetlana Romasjina        | 96.4577   | 98.5333 | 194.9910 |
| Zilver | China            | Huang Xuechen & Sun Wenyan                     | 95.3688   | 97.0000 | 192.3688 |
| Brons  | Japan            | Yukiko Inui & Risako Mitsui                    | 93.1214   | 94.9333 | 188.0547 |
| 4      | Oekraïne         | Lolita Ananasova & Anna Volosjyna              | 93.1358   | 94.0000 | 187.1358 |
| 5      | Spanje           | Ona Carbonell & Gemma Mengual                  | 92.5024   | 94.1333 | 186.6357 |
| 6      | Italië           | Linda Cerruti & Costanza Ferro                 | 90.4412   | 92.3667 | 182.8079 |
| 7      | Canada           | Jacqueline Simoneau & Karine Thomas            | 89.2916   | 90.6000 | 179.8916 |
| 8      | Frankrijk        | Margaux Chrétien & Laura Augé                  | 86.2824   | 87.9667 | 174.2491 |
| 9      | Verenigde Staten | Anita Alvarez & Mariya Koroleva                | 86.4612   | 87.5333 | 173.9945 |
| 10     | Griekenland      | Evangelia Papazoglou & Evangelia Platanioti    | 85.3550   | 86.5000 | 171.8550 |
| 11     | Mexico           | Karem Achach & Nuria Diosdado                  | 84.9268   | 86.0667 | 170.9935 |
| 12     | Oostenrijk       | Anna-Maria Alexandri & Eirini-Marina Alexandri | 85.0637   | 85.5333 | 170.5970 |